# Sirdija
Sirdija es un pueblo ubicado en la municipalidad de Osečina, en el distrito de Kolubara, Serbia.

## Superficie
Posee una superficie de 11,54 kilómetros cuadrados.

## Demografía
Hasta 2011 la población era de 241 habitantes, con una densidad de población de 20,89 habitantes por kilómetro cuadrado.